# 温泉療法

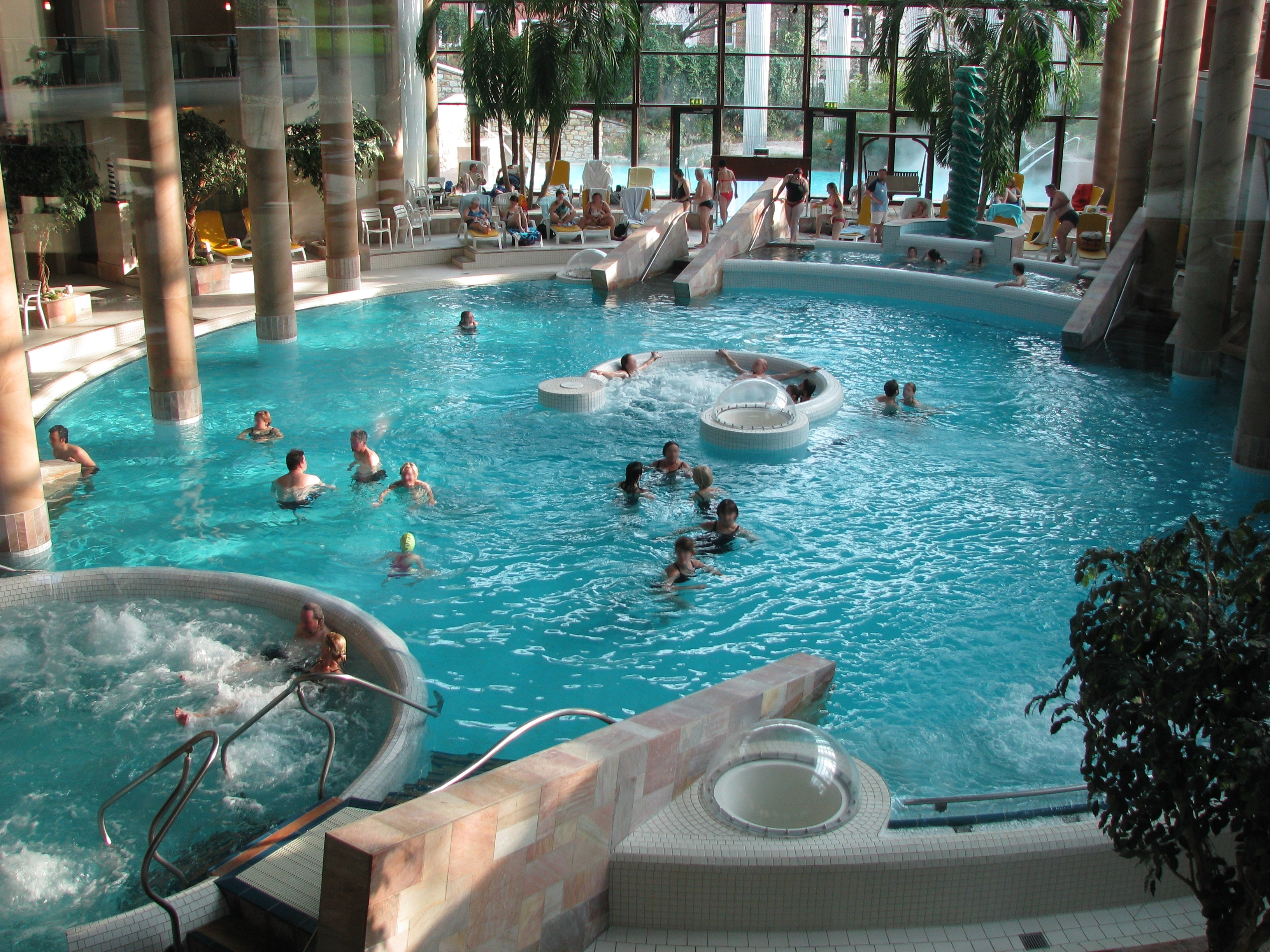
ドイツ・アーヘンの温泉

温泉療法（おんせんりょうほう）とは温泉に入浴、あるいは飲用、吸入することなどによって体調を調え、傷、疾病などを治療する医学的見解に基づいた医療法の一つである。温泉療法医・温泉療法専門医の認定は日本温泉気候物理医学会が行う。温泉療法に適している温泉として療養温泉、湯治向け温泉、保養温泉が挙げられるが、一般的な温泉でも泉質が良いものであれば、一定の効能、効果は得られる。
ここでは以下に述べる文面で用いられる療養、湯治、保養について
《療養》
医学的な知識を用いて疾病や傷を治療しながら休養すること。
《湯治》
温泉に通ったり滞在したりして、疾病や傷を平癒すること。
《保養》
心身を休め、人体を健康に保つこと。行楽要素も含む。
と定義して解説するものとする。また、ここでは全体からみた温泉療法について解説するものであり、各種疾病についての治療法、それに付随する各温泉地の紹介は行わないものとする。

## 温泉療法のメカニズム
温泉療法には大きく分けて、次の3つのメカニズムがある。
- 物理的作用
- 自律神経の正常化作用
- 化学的作用

### 物理的作用
物理的作用とは、人が温泉に浸かることによって温泉に対する水圧、浮力、温熱などが体に作用することを指す。
水圧による作用は、人は湯に浸かることによって一定の空気圧の圧迫から解放され、内臓の負担が軽減する。これによって一定のマッサージ効果を与える。また、この状態で呼吸を行うことによって肺機能を強化することが可能である。
浮力による作用は、人は水中にいた時に全体重の九分の一にまで軽減するが、これは浮力が及ぼすものである。したがって、体が軽くなるので、筋肉や関節を動かすことに対し、負担を軽減することが可能である。
温熱による作用は、入浴することで体温が上昇し、それにより血行を促進したり、また一部の疾病に効果を発揮したりするものである。高温を利用すれば、一種の麻酔、刺激効果を与えられ、また人肌ぐらいの低温を利用すれば、リラックス効果を期待できる。

### 自律神経の正常化作用
温泉による入浴は自律神経を正常化する作用がある。自律神経には人を興奮、昂揚させる交感神経と人を鎮静させる副交感神経があり、後者に強く働きかける。これは、温泉に浸かることによって筋肉などが弛緩し、リラックス効果を与える、血行促進による脳への負担を軽減する、また温泉地に出向き、大自然や大浴場に触れることで苦痛、社会的ストレスなどから解放されるという心理的な作用も大きい。
もっとも、これら二つは温泉でなくとも、一般的な入浴を以てしても得られる作用である。しかし、温泉は次に挙げる化学的作用が強く働きかけており、これが温泉浴と単に風呂で入浴することとの差を生み出す直接的要因となっている。

### 化学的作用
化学的作用とは温泉に入っている成分が体内に作用することを指す。その成分は二酸化炭素、食塩、石膏、アルミニウム、硫黄、微量の放射能など十一種類に大別されており、各温泉ではこれらの成分を表示することが義務づけられている。そして、これによって医学的に作用し、効果を得られることを効能と呼び、今日の温泉ガイドではこの効能が盛んに喧伝されている。しかし、人体にマイナスに働く部分もあり、一部の疾病や症状を持った患者に入浴を勧めてはいけない禁忌症がある。効能として盛んに宣伝されている症状としてはアトピー、痔疾、胃腸病、リウマチ、腰痛、神経痛、高血圧症、火傷などの外傷、骨折、精神疾患などである。また、疾病以外にも美肌効果などを謳った温泉があるが、これらは全て厚生労働省からの泉質調査による表示義務に基づいている。だが、これらの効能は、温泉本来の成分が十分に残されていることが前提であり（温泉療法の問題にて後述）
、そうでないと療養、湯治に十分な効果を発揮しない。

## 温泉療法の歴史

### 古代
温泉療法の歴史は非常に古く、医学、医術が未発達だったころ、温泉療法が非常に大きなウェートを占めていた。そして、温泉も専ら湯治、療養のために用いられた公衆の医療施設であり、農家や木樵、猟師などが偶然発見したものも多い。また、あくまで伝承の域を出ないが、日本神話にまつわる人物などが温泉地を開拓したという話も盛んに聞かれ、中でも少彦名命や大国主命などは医薬にも精通し、温泉に着眼していたといわれる。

### 中世
日本に仏教文化が伝来すると、それに平行して医療や医術に関する知識も流入した。仏教においては病を退けて福を招来するものとして入浴が奨励され、近傍の寺僧が温泉地を開拓、あるいは主宰となって近隣住民に施浴をおこなうために湯治場を設けることも多くなった。そして、住民たちは病気や怪我が平癒すると温泉に対してありがたみを感じるようになり、温泉信仰が根付くようになった。やがて、少彦名命を祀った温泉神社が建てられたり、薬師如来は温泉の神様として知られ、温泉寺も多数建立されるようになり、温泉地を見守る存在となった。神や仏が鳥獣に化けて温泉の在処を教えた、傷を癒したという伝承も、ある種温泉信仰から生まれたものである。また、皇室・皇族が主宰となって温泉地開発の奨励を行った場所も見られ、温泉は万民の療養、湯治の場であるとともに、信仰の場として認識されるようになった。
鎌倉時代以降になると、それまで漠然として信仰の存在となっていた温泉に対し、医学的な活用がウェートを占め、実用的、実益的なものになる。鎌倉中期の別府温泉には大友頼泰によって温泉奉行が置かれ、元寇の役の戦傷者が保養に来た記録が残っている。さらに戦国時代の武田信玄や上杉謙信は特に温泉の効能に目を付けていたといわれる。中でも信玄は自身が結核の罹患者でもあり、そのために自らの病気を治療する目的で、温泉に足繁く通っていた。また、自陣の兵が負傷すると隠し湯で負傷兵の治癒を行っていたとされる。他にも楠木正成や真田幸村など数多くの武人が温泉の効能を活用していたといわれる。

### 近世
江戸時代になって参勤交代制度によって各街道が整備されると、今まで地元の住人しか利用されなかった温泉は、往来する人々によって流布されていくようになり、様々な温泉地が発展を遂げた。開湯伝説が広まったのもこの頃からであり、各の温泉が歴史や効能を挙って謳い文句とした。また、藩主や城主がその効能に目を付け、藩湯として温泉地を占有したり、その一方で庶民のために温泉による湯治場を開いたりもした。その中で今日に至るまで名湯として知られるものも存在する一方、一部の温泉は温泉による療養より、むしろ今日に多い行楽温泉として発達を遂げていくものも現れ、従来の温泉観とは一線を画すものとなった。また、この頃になると医学的に温泉療法を解析した者も現れ、中でも儒学者、本草学者でもあった貝原益軒は「益軒養生訓」において温泉に多くの頁を割いている。他に江戸の名医であった後藤艮山、シーボルトと親交があった宇田川榕菴などが温泉研究の先駆である。

### 近代
明治時代になり、温泉は大きな転機を迎える。直接的要因となったのが西洋医学の流入であり、西洋文化崇拝の背景もあって、それまで漠然とした効果しか得られなかった東洋医学を駆逐していった。温泉療法もその一環と捉えられてしまい、民間療法、あるいは疑似科学に過ぎない見方をされるまでになり、一時的に発展がとざされた。その一方で、各温泉では温泉成分の解析が進んだ。また、ベルツの研究によって国際的に知られるようになった草津温泉は、再来日の際、温泉療養施設の建設を約束したほどである。それは現実のものとはならなかったが、もしベルツが再び来日すれば、世界的な温泉地になっていたとまで言われるほど、効能が高いものであったことを裏付けた。このように温泉療法や温泉の計り知れぬ効能は一部の見識者によって見守られていき、後の萌芽を待つことになる。一方、この頃の温泉は行楽地と結びつき、娯楽的要素が高まっていった。その際に、温泉本来の湯治場、医療施設としての在り方は次第に忘れられ、後に歓楽要素を含んだものも誕生することになる。この風潮は戦後になっても続き、一部の温泉は優れた効能を発揮していたにもかかわらず、急激な開発の波に呑まれ、従来からの姿を失った所もあった。
豊富な温泉資源に恵まれた別府温泉では、1912年（明治45年）には陸軍病院が、1925年（大正14年）には海軍病院が開院し温泉療法の実践が始まる。1931年（昭和6年）には九州大学の温泉治療学研究所（現在の九州大学病院別府病院）が設置され、温泉治療の研究が行われてきた。キュリー夫人をはじめとする科学者の努力によって、放射性物質の研究が世界的に進歩を遂げると、三朝温泉ではラジウムの効能に目を付けて岡山医科大学が1939年（昭和14年）に三朝温泉療養所（現在の岡山大学病院三朝医療センター）を設置して、温泉治療の研究を行ってきた。

### 現代
九州大学の温泉治療学研究所に始まる温泉療法の研究が国立6大学に広がり盛んとなると、1935年（昭和10年）に日本温泉気候学会が設立され、温泉気候およびその医学的応用に関する学術的研究が進む。そして戦後になって、化学や地質学の発展に伴い、温泉成分の解析が進んだこともあり、温泉療法が見直されるようになった。一部の温泉では温泉医療を専門とした温泉医を育成し、温泉病院や温泉診療所などを設け、温泉医療に多大な成果を上げるようになった。また原子爆弾被爆者別府温泉療養研究所が開設されるなど、被爆者援護においても温泉療法の研究が行われた。1962年（昭和37年）、日本温泉気候学会は日本温泉気候物理医学会と改称され、温泉・気候・物理医学およびその他の理学療法に関する学術的研究ならびに医学的応用を推進することを目的として、1976年（昭和51年）には温泉療法医認定制度を設置している。
古くからの湯治の名湯として知られた温泉地は、医学的、化学的根拠が生まれたことから、その伝統に誇りを持ち、旧套を堅持するようになった。これらの療養、湯治のための温泉は、戦後盛んになった行楽、歓楽温泉とは一線を画すようになり、国も効能が高く、保養、湯治に向いている温泉を国民保養温泉、または国民保健温泉と指定するなど差別化を図るようになり、国からのお墨付きをいただいた温泉地はそれを売りにするようにもなっている。また、それ以外の温泉でも一部の医学者や研究家、評論家などによって宣伝され、今日では口コミや雑誌記事などで療養、湯治に適した温泉地が選ばれるようになっている。その一方で保養と療養の線引きが曖昧になっており、次に挙げるような問題を起こしている。
健康日本21では、温泉を健康増進に用いることが推奨されている。

## 有効性
2019年までの21世紀の文献の調査では、温泉療法に関する18のランダム化比較試験があり、腰痛や膝や股の関節痛など筋骨格系の研究が多く、それらでは痛みの緩和と生活の質の向上をもたらしていた。熱傷性瘢痕（火傷の傷跡）に対する温泉療法のシステマティックレビューでは、3研究があり肯定的な効果があると言及しているが、強い科学的証拠はない。
健康者でのランダム化比較試験では、温泉併用者（週2で運動30分と温泉）は、運動のみ（運動のみ60分）よりも脂質の値、特に中性脂肪値を改善し、両者ともに体重、血圧、体力を改善し、抑うつ・敵意などは減少した。温泉療法により糖尿病でない者や温泉療法を行っていない者にはみられない、温泉療法による抗動脈硬化作用、抗炎症作用、血管内皮機能改善作用が糖尿病の人で示されている。気管支喘息やCOPDなど呼吸器疾患では肺機能の改善が見られる。
強い酸性の泉質をもつ草津温泉での126名平均2か月半の温泉療法により、アトピー性皮膚炎に対し皮膚症状の改善は約80%、痒みは約58%を軽減しており、皮膚症状が改善しない場合は痒みは改善しにくかった。

## 温泉療法の問題
専門知識の不足による病状の悪化や誤解
温泉療法は温泉療法医をはじめとする医師の管理の下、行うべきものである。個人的な判断で入浴すると（セルフメディケーション）禁忌症に触れたり、飲用許可の無い飲泉で例えば強酸性の温泉水に歯のエナメル質を溶かされたり、鉛などの有害含有物質に健康を蝕まれるなどの健康被害の恐れがある。 温泉によっては正しい入浴法が導かれているにもかかわらず、それを守らないことによって十分な効果が得られないケースがある。しかし、これらは温泉による効能、効果が直接的な因果関係を持たないため、体を害していることに気付かないことが多い。
純粋な療養客、湯治客と一般客、地元住民との衝突
今日では療養、湯治、保養温泉として知られる一方で、一部では行楽温泉として発達したケースもあり、そのような温泉地では共同温泉、浴用施設などにおいて、一部の心ない旅行客や地元住民によって純粋な療養客からの苦情を生ずる場合がある。このような対策として、一般旅行客に対してマナー運動を呼びかけたり、温泉地での条例、ルールを決めたりするほか、療養客専用の共同浴場や一般客宿泊お断りの温泉なども存在する。
泉質の真偽
温泉法による成分表示は、以前はあくまで源泉での段階に基づくものであり、そこから引湯された温泉は湯量の少なさなどを理由に殺菌、循環されることがある（いわゆる循環式）、また湯量を確保するために加水したりすることがあり、このような温泉では、本来の温泉の効能を得るのは難しいとされる場合があった。一部の温泉はイメージ低下を避けるために、これらの部分を黙認、隠匿している部分があるとされ、また源泉をそのまま利用して源泉をそのまま掛け流しにする温泉を、「源泉掛け流し式」などと呼んで盛んに喧伝し、湯治、療養に用いられる温泉は大半がこの類となっている。
環境省は2005年2月、施行規則の一部改正をし、今までの成分表示に加え、浴槽内の温泉の状況（加水・加温・循環装置・入浴剤など）についても表示しなければならないこととした。これは、2004年中に、白骨温泉（入浴剤使用）、伊香保温泉（水道水使用）など各地の温泉での実態報道（いわゆる温泉偽装問題）が相次ぎ、適正な温泉利用に関する議論が世間の関心事となってきたことによる。